# セミアクティブサスペンション
セミアクティブサスペンションとは、振動抑制装置付きサスペンション、アクティブサスペンションの一種である。

## 概要
フルアクティブサスペンションとは異なり振動抑制のために、動力源を利用したアクチュエータを使用せず、外部から入力する振動エネルギーを利用した可変減衰ダンパーを使用して、ダンパーの減衰力を変化させることで振動を抑制するものである。そのためサスペンション駆動に必要なエネルギーを節約できるため省エネルギーになるほか、制御失陥時にも通常のダンパーとして機能するため安全であること、そして構造が簡単かつコンパクトなため、また、比較的安価で搭載性に優れるという特徴がある。
しかしながら、ダンパーの減衰力の強弱で対応するため、発生できる力（制振力）が限られている（例えば、制止状態から加振することはできない）ため、スカイフック理論をそのまま適用しても、アクティブサスペンションと同等の性能は得られない。それを克服するため、近年、非線形H∞制御理論に基づく制御手法が開発され、トヨタ自動車の一部の乗用車にH∞TEMSとして装備されている。
鉄道車両としては、車体と台車枠の間に可変減衰ダンパー（セミアクティブダンパー）が設置されており、左右加速度センサーにより振動を検知してそれを元に制御装置が減衰力指令値を計算して、その指令値によりダンパーの減衰力（減衰係数）を変化させることにより、車体の左右の振動を最適に抑制する。また、新幹線で使用されているものは、可変減衰ダンパーの減衰力を制御する方式として、多段階式と比例電磁式リリーフ弁による無段階式があり、車両側に備えられた明かり区間（トンネル外）とトンネル区間の線路マップを元に、それぞれの区間において制御パラメータを自動的に変える方法が取られている。

## セミアクティブサスペンションを搭載する車両
新幹線車両
- 両先頭車とグリーン車とパンタグラフ搭載車
  - 500系　※W1編成の両先頭車はアクティブサスペンションを装着。
  - 700系
  - 300系　※一部編成を除く（早期置き換え対象車を除く43編成をセミアクティブ化）。

- 両先頭車とグリーン車以外の全車両
  - E2系　※両先頭車とグリーン車はフルアクティブサスペンションを装着
  - E3系　※両先頭車とグリーン車はフルアクティブサスペンションを装着

- グランクラス以外の全車両
  - E7系・W7系　※グランクラスはフルアクティブサスペンションを装着

- 全車両に搭載
  - 800系
  - N700系

在来線車両
- 先頭車両に搭載
  - JR東海313系5000番台
  - JR東海HC85系 　※グリーン車のクモロ85形のみ

- 両先頭車とグリーン車以外の全車両
  - E657系　※両先頭車とグリーン車はフルアクティブサスペンションを装着。
  - E353系　※量産先行車のみ。両先頭車とグリーン車はフルアクティブサスペンションを装着。  （量産化改造時に全車両フルアクティブサスペンションへ換装。）

- 全車両に搭載
  - JR東日本E259系電車「成田エクスプレス」

乗用車
- トヨタ自動車
  - セルシオ
  - クラウン
  - マークII
  - ウィンダム
  - カムリ
  - イプサム
  - ノア
  - ヴォクシー
  - アルファード
  - ランドクルーザープラド

MotoGP
- ヤマハ発動機
  - YZR500　※1991年～92年頃にチーム・ロバーツにて使用実績がある（提供はオーリンズ (自動車部品メーカー)）

## F1におけるセミアクティブサスペンション
F1では1987年に、ウィリアムズF1が車高調整用として最初に実戦投入した。登場当時は、ライドハイトコントロールシステム（車高制御システム）と呼ばれていた。1992年にウィリアムズは進化型サスペンションを投入し、1年落ちのマシンながらも圧倒的なパフォーマンスでシーズンを席巻。1993年には、フルアクティブアクティブサスペンションを開発できないチームが主に使用（各チームで独自に開発）していたが、1994年以降は可動する空力パーツとみなされて使用が禁止されている。